# 第三代马尔博罗公爵查尔斯·斯宾塞
第三代马尔博罗公爵查尔斯·斯宾塞KG、PC（Charles Spencer, 3rd Duke of Marlborough，1706年11月22日—1758年10月20日）是一名英国士兵和政治人物。他是第三代桑德兰伯爵查尔斯·斯宾塞的次子。

## 家庭
1732年5月23日，查爾斯·斯宾塞與伊莉莎白·崔佛結婚，兩人共有3子2女：
1. 黛安娜（英语：Lady Diana Beauclerk）（1734年—1808年）
2. 伊莉莎白（英语：Elizabeth Herbert, Countess of Pembroke）（1737年—1831年），彭布羅克伯爵夫人
3. 喬治（1739年—1817年），第四代馬爾博羅公爵
4. 查爾斯（英语：Lord Charles Spencer）（1740年—1820年）
5. 羅伯特（英语：Lord Robert Spencer）（1747年—1831年）